# 小野市立小野東小学校
小野市立小野東小学校（おのしりつ おのひがししょうがっこう）は、兵庫県小野市天神町にある公立小学校。

## 沿革
- 昭和49年4月 - 開校、「校歌」・「校章」制定
- 昭和50年3月 - 小野市天神町1185番地の1に校舎竣工
- 昭和50年5月 - 竣工記念行事挙行
- 昭和52年5月 - 体育館竣工
- 昭和56年4月 - 第3校舎増築完成
- 昭和59年2月 - 創立10周年記念行事挙行
- 平成6年2月 - 創立20周年記念行事挙行
- 平成16年2月 - 創立30周年記念行事挙行
- 平成25年9月 - 校舎大規模改修竣工
- 平成26年2月 - 創立40周年記念行事挙行
- 平成26年7月 - プール竣工
- 平成26年3月 - 体育館建替竣工
- 平成27年11月 - 全国学級経営大会開催
- 平成28年4月 - 小中一貫教育校設置
- 令和6年2月 - 創立50周年記念行事挙行[1]

## 校歌
- 作詞：中川安一
- 作曲：橋本喬雄[2]

## 行事
4月：
5月：
6月：
7月：
8月：
9月：
10月：
11月：
12月：
1月：
2月：
3月：

## 校区
北丘町、浄谷町、黒川町(※)、栄町、大開町、天神町、中町(※)、長尾町、日吉町
(※中町と黒川町の一部では校区が異なる場合がある。）

## 校区が隣接している学校
- 小野市立市場小学校
- 小野市立小野小学校
- 小野市立大部小学校
- 小野市立中番小学校
- 小野市立下東条小学校
- 三木市立豊地小学校
- 三木市立平田小学校 （飛び地）